# 海南市立ななさと保育所
海南市立ななさと保育所は、和歌山県海南市にあった保育所。

## 沿革
- 1952年(昭和27年)5月 - 私立北野上保育園として専称寺にて開園する。
- 1954年(昭和29年) - 北野上村立ななさと保育園として新築される。
- 1955年(昭和30年)9月1日 - 海南市立ななさと保育所となる。
- 1980年(昭和55年)3月7日 - 新園舎完成。総工費8,500万円。
- 2010年(平成22年)3月 - 中野上幼稚園・沖野々保育所・次ヶ谷保育所と統合し、認定こども園の海南市きらら子ども園に転換。

## 年間行事
春
- 入所式
- 春の遠足

夏
- 七夕まつり
- プールびらき

秋
- 月見
- 運動会
- 秋の遠足

冬
- 遊戯会
- クリスマス会
- 凧揚げ大会
- 節分
- ひなまつり
- 小運動会
- お別れ遠足
- 修了式